# Катушев Костянтин Федорович
Костянтин Федорович Катушев (нар. 1 жовтня 1927, село Большоє Болдіно Большеболдінського району, тепер Нижньогородської області, Російська Федерація — 5 квітня 2010, місто Москва) — радянський державний діяч, секретар ЦК КПРС, дипломат, 1-й секретар Горьковського обкому КПРС, заступник голови Ради міністрів СРСР. Член ЦК КПРС у 1966—1990 роках. Депутат Верховної Ради СРСР 7—11-го скликань.

## Життєпис
Народився в родині шкільних вчителів. Батько потім працював на Горьковському автомобільному заводі. Костянтин Катушев закінчив середню школу в 1945 році.
У 1945—1951 роках — студент Горьковського політехнічного інституту імені Жданова, інженер-механік.
У 1951—1957 роках — конструктор, старший, провідний конструктор, заступник головного конструктора Горьковського автомобільного заводу.
Член ВКП(б) з 1952 року.
У 1957—1959 роках — секретар бюро КПРС конструкторсько-експериментального відділу Горьковського автомобільного заводу.
У 1959—1961 роках — 2-й секретар Автозаводського районного комітету КПРС міста Горького.
У 1961—1963 роках — секретар партійного комітету Горьковського автомобільного заводу.
У 1963 — грудні 1965 року — 1-й секретар Горьковського міського комітету КПРС.
27 грудня 1965 — 18 квітня 1968 року — 1-й секретар Горьковського обласного комітету КПРС.
10 квітня 1968 — 24 травня 1977 року — секретар ЦК КПРС. Одночасно у 1972—1977 роках — завідувач відділу ЦК КПРС по зв'язках із комуністичними і робітничими партіями соціалістичних країн.
16 березня 1977 — 29 липня 1982 року — заступник голови Ради міністрів СРСР. Одночасно з 1977 по жовтень 1980 року — постійний представник СРСР в Раді Економічної Взаємодопомоги.
31 липня 1982 — 22 листопада 1985 року — Надзвичайний і Повноважний Посол СРСР у Республіці Куба.
22 листопада 1985 — 15 січня 1988 року — голова Державного комітету СРСР із зовнішніх економічних зв'язків. 15 січня 1988 — 1 грудня 1991 року — міністр зовнішніх економічних зв'язків СРСР.
З листопада 1991 року — персональний пенсіонер союзного значення в Москві.
З 1996 року — президент акціонерного комерційного банку «Діамант»; з квітня 2000 року — голова наглядової ради Відкритого акціонерного товариства РУАКБ «Віза» — «ВІП-банку» в Москві. Академік Міжнародної академії духовної єдності народів світу, академік і професор Академії проблем безпеки, оборони і правопорядку.
Помер у Москві 5 квітня 2010 року. Похований на Троєкурівському цвинтарі.

## Нагороди і звання
- три ордени Леніна
- орден Жовтневої Революції (30.09.1987)
- орден «Відродження» (Республіка Куба)
- медалі
- Надзвичайний і Повноважний Посол